# Zuera
Zuera est une commune d’Espagne, dans la province de Saragosse, communauté autonome d'Aragon, Comarque de Saragosse.

## Géographie
Zuera est un village situé à proximité de Saragosse, ce qui permet son développement économique et social. Les agglomérations urbaines de la municipalité de Zuera sont situés sur les rives du Gállego, le long d'un axe autoroutier (A-23) et de la nationale 330.

## Lieux et monuments
- Arco de la Mora. Arc datant de l'occupation musulmane (jusqu'au XIIe siècle)
- Restes de la chaussée romaine qui menait de Caesaraugusta (Saragosse) à Osca (Huesca) passant par Gallicum (Zuera romaine)
- El Portazgo et Ontinar de Salz

## Personnalités
- Odón de Buen (1863-1945) était un naturaliste renommé et pionnier de l'océanographie espagnole.

## Jumelage
- Ramonville-Saint-Agne (France)
- Trescore Balneario (Italie)

## Festivités
- Du 25 au 30 août se déroulent les fêtes en honneur de San Licer.
- Le 23 avril est célébré San Jorge, qui se termine par une corrida.
- La fête du Christ se déroule la deuxième semaine de Septembre.
- 50 jours après Pâques (la Pentecôte) est fait le pèlerinage au sanctuaire de la Virgen del Salz.